# Barakovo
Barakovo (en macédonien Бараково) est un village du sud-est de la Macédoine du Nord, situé dans la municipalité de Demir Hisar. Le village comptait 67 habitants en 2002.

## Démographie
Lors du recensement de 2002, le village comptait :
- Macédoniens : 66
- Autres : 1